# Upravleniye Otbrosami
Upravlieniye Otbrosami (cirílico Управление Отбросами; traducido Gestión de desperdicios) es el tercer álbum ruso próximo de estudio del dúo t.A.T.u. El álbum fue terminado a finales de septiembre de 2007. En una entrevista para la revista OK! Rusia Yulia y Lena anunciaron que el disco saldría a la venta el 25 de diciembre de 2007, aunque esto todavía ha sido confirmado por la compañía de t.A.T.u., pero no es una fecha fija.

## Producción
A principios de enero de 2007, Volkova y Katina volaron a Alemania para comenzar la producción con su teclista, Sven Martin. Las muchachas luego se encontraron en Los Ángeles el 13 de abril, con el grupo siguiéndolas más tarde. En algún momento, t.A.T.u. se comunicó con Sergio Galoyan y lo incluyeron para producir para ellas una vez más. 
Desde el principio, las muchachas dejaron en claro que querían tomar una nueva dirección con este álbum, musical y líricamente. Hablaron sobre la necesidad de atenuar «temas psicológicos pesados», como los que sus antiguos álbumes habían abordado. También mencionaron el deseo de más ritmo, música de baile. Después el blog oficial del grupo dio información sobre los temas del álbum, declarando que era casi una continuación de Ludi Invalidi. En ELLEgirl Rusia, Lena declaró: «Es algo así como una segunda parte de Ludi Invalidi, nuestro segundo álbum. Explicamos muchas veces que llamamos ludi invalidi a todos estos seres humanos crueles y malvados. Y "waste" en el nombre del nuevo álbum es el resultado de la actividad de Ludi Invalidi…»
En noviembre de 2007, el vídeo musical del principal sencillo «Beliy Plashchik» fue publicado, demostrando que uno de los temas principales del álbum se basa fundamentalmente en la Segunda Guerra Mundial. «Waste Management» es un término usado para describir el tratamiento de los muertos en campos de concentración como basura. Sin embargo, el representante del grupo trató de poner en claro que estas alusiones son involuntarias.

## Temas confirmados
Aquí está la lista de pistas confirmada para el tercer álbum en ruso de t.A.T.u.:
- Управление Отбросами — Upravlienie Otbrosami (Waste Management) E. Matveycev
- Белый Плащик — Bieliy Plashchik (White Robe)
- You and I (English version)
- Человечки — Chielovechki (Little People)
- Время Луны — Vriemia Luni (Time of the Moon)
- Не Жалей — Nie Zhaley (Don't Regret)
- Двести Двадцать (220) — Dviesti Dvadtsat'